# Merpati Nusantara Airlines
Merpati Nusantara Airlines fue una aerolínea con base en Yakarta, Indonesia. Fue una gran aerolínea doméstica que operaba vuelos regulares a más de 25 destinos en Indonesia, así como vuelos internacionales regulares a Timor Oriental y Malasia. Su base de operaciones principal era el Aeropuerto Internacional Soekarno-Hatta, Yakarta.

## Historia
La aerolínea fue fundada y comenzó a operar el 6 de septiembre de 1962. Fue fundada por el gobierno indonesio, convirtiéndose así en la segunda aerolínea estatal, con el objetivo principal de hacerse cargo de la red de vuelos de cabotaje implantados por la Fuerza Aéreos desde 1958. Durante 1962, tomó también el control de los vuelos ofertados por la filial de KLM, De Kroonduif, que había sido operada por Garuda desde 1962. En octubre de 1978, la aerolínea fue tomada de nuevo por Garuda, pero continuó operando bajo su propio nombre. Merpati fue integrada en el Grupo Garuda Indonesia en septiembre de 1989, si bien recibió el permiso del gobierno para separarse en 1993, aunque la separación no se hizo efectiva hasta abril de 1997. Es propiedad del gobierno indonesio (93.2%) y Garuda Indonesia (6.8%). La aerolínea se encontraba en la lista de aerolíneas que tienen prohibido volar en Europa, debido a sus severos fallos de seguridad.
En febrero de 2014 la aerolínea cesó sus operaciones.

## Destinos
Merpati Nusantara operaba a las siguientes ciudades:

### Domésticos
- Balikpapan (Aeropuerto Internacional Sepinggan)
- Bandung (Aeropuerto Internacional Husein Sastranegara)
- Banjarmasin (Aeropuerto Syamsudin Noor)
- Batam (Aeropuerto Hang Nadim)
- Biak (Aeropuerto Frans Kaisiepo)
- Bima (Aeropuerto de Bima)
- Cilacap (Aeropuerto Tunggul Wulung)
- Denpasar (Aeropuerto Internacional)
- Yakarta (Aeropuerto Internacional Soekarno-Hatta)
- Jayapura (Aeropuerto Sentani)
- Kendari (Aeropuerto Wolter Monginsidi)
- Kupang (Aeropuerto El Tari)
- Makassar (Aeropuerto Internacional Hasanuddin)
- Malang (Aeropuerto Abdul Rachman Saleh)
- Manado (Aeropuerto Internacional Sam Ratulangi)
- Manokwari (Aeropuerto Rendani)
- Mataram (Aeropuerto Selaparang)
- Maumere (Aeropuerto de Maumere)
- Merauke (Aeropuerto Mopah)
- Medan (Aeropuerto Internacional Polonia)
- Padang (Aeropuerto Internacional Minangkabau)
- Palembang (Aeropuerto Sultaán Mahmud Badaruddin II Airport)
- Palu (Aeropuerto Mutiara)
- Pekanbaru (Aeropuerto Sultán Syarif Kasim II)
- Sorong (Aeropuerto de Sorong)
- Surabaya (Aeropuerto Internacional Juanda)
- Tanjung Karang (Radin Inten II Airport)
- Ternate (Aeropuerto Babullah)
- Waingapu (Aeropuerto de Waingapu)
- Ujungpandang (Aeropuerto Internacional Hasanuddin)
- Yogyakarta (Aeropuerto Internacional Adisucipto)

### Internacionales
- Timor Oriental
  - Dili (Aeropuerto Internacional Presidente Nicolau Lobato)
- Malasia
  - Kuala Lumpur (Aeropuerto Internacional de Kuala Lumpur)
- Papúa Nueva Guinea
  - Port Moresby (Aeropuerto Internacional Jacksons)
- Filipinas
  - Dávao  (Aeropuerto Internacional Francisco Bangoy)

## Flota
La flota de Merpati incluye las siguientes aeronaves (a 1 de diciembre de 2010):

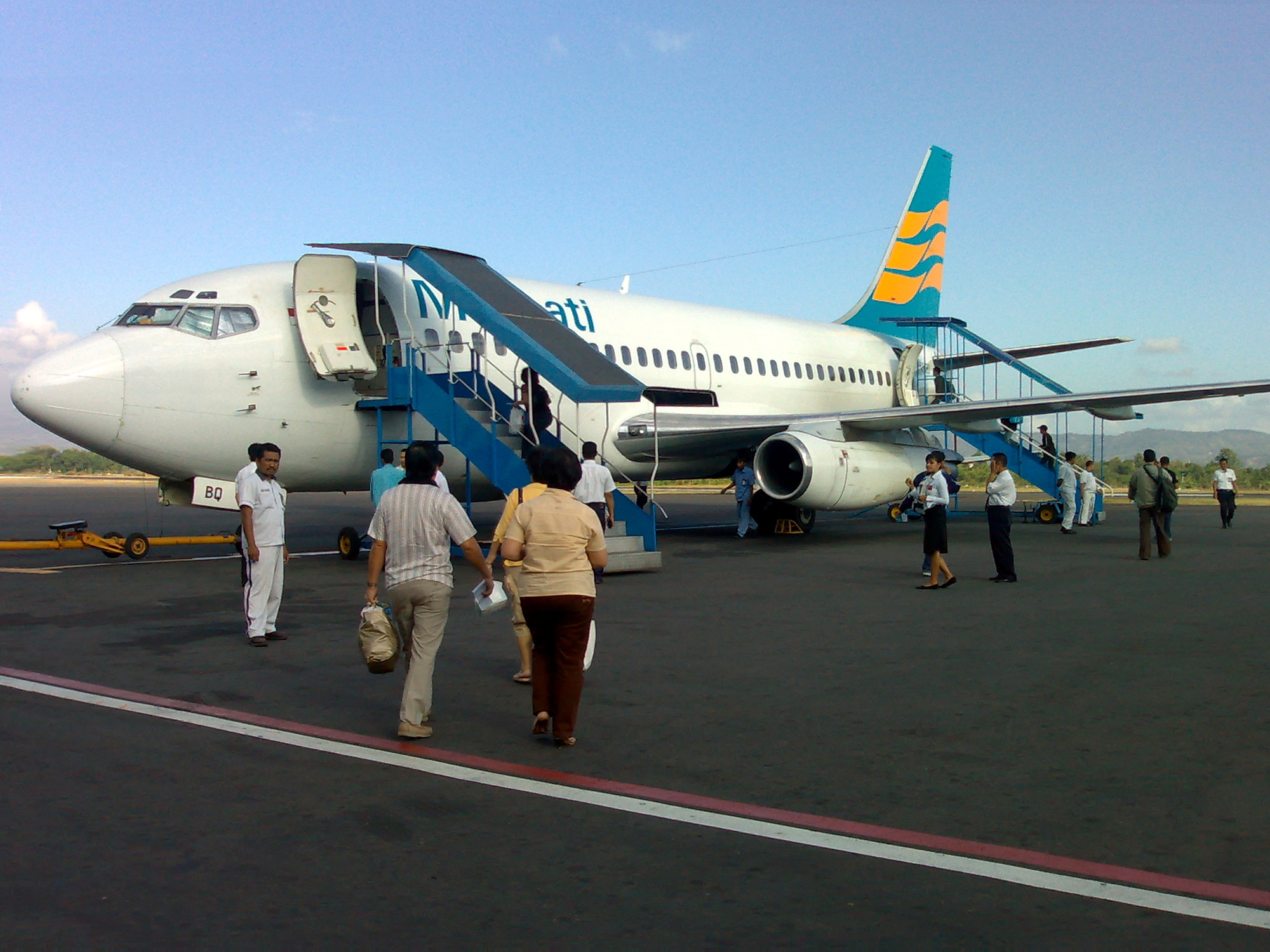
Boeing 737-217/adv registro PK-MBQ de Merpati listo para volar al siguiente destino, Aeropuerto Internacional Husein Sastranegara, Bandung desde el Aeropuerto Internacional Adisucipto, Yogyakarta.

### Anteriormente operados

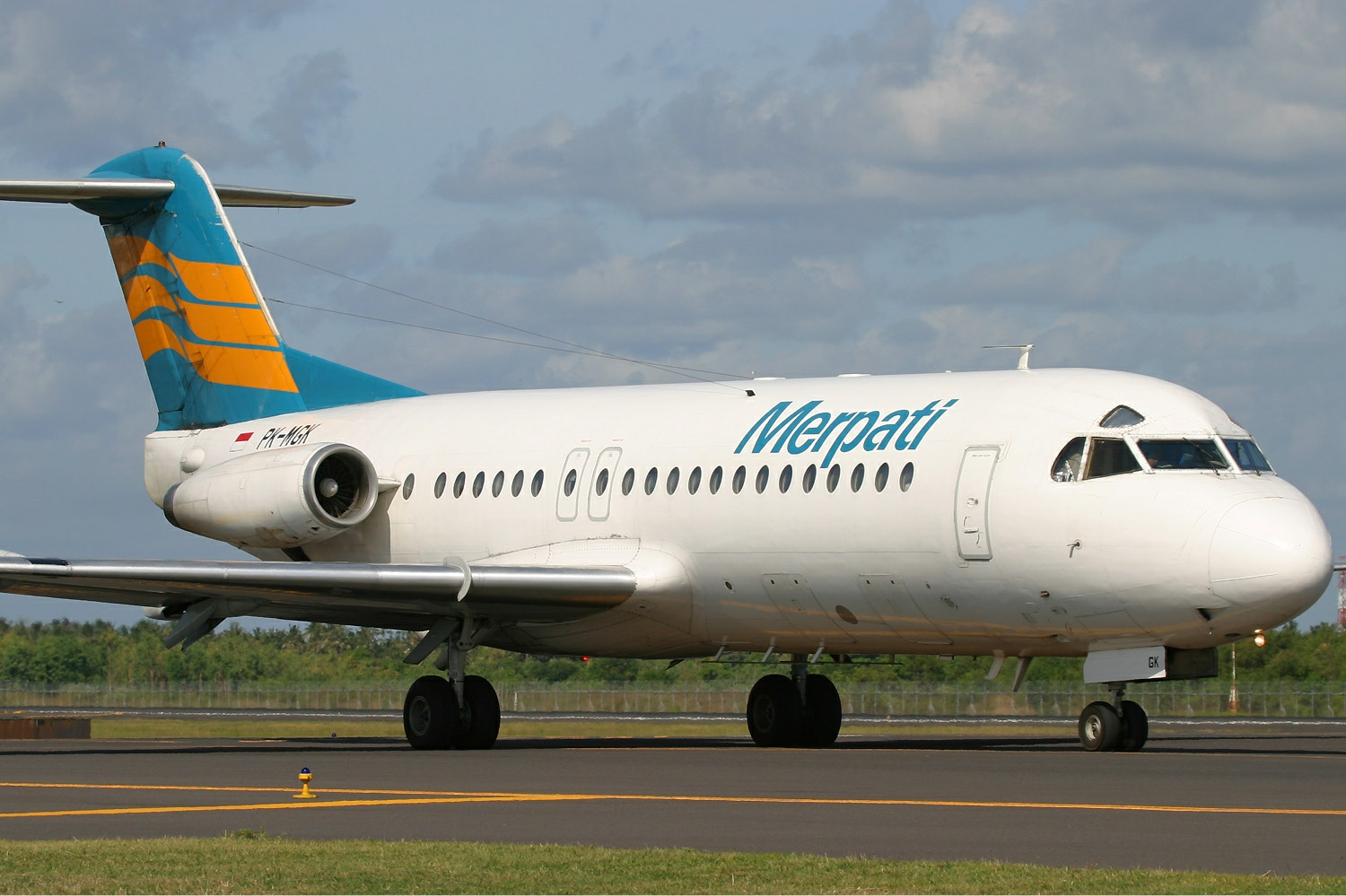
Merpati Fokker F28-4000

En agosto de 2006 la aerolínea también había operado:
- 2 BAe 748 Series 2A
- 3 McDonnell Douglas DC-9
- 3 Boeing 737-200
- 3 De Havilland Canada DHC-6-300 Twin Otter
- 2 Fokker 100
- 2 Fokker F27 Mk500
- 22 Fokker F28 Mk4000
- 5 Fokker F27 Mk500F
- 10 Indonesian Aerospace CN-235-100
- 5 Indonesian Aerospace 212-200
- 5 Vickers Vanguard

## Accidentes e incidentes
- El 10 de noviembre de 1971, el Vickers Viscount PK-MVS se estrelló en el mar a 75 millas (120,7 km) de Sumatra matando a las 69 personas que viajaban a bordo.[6]
- El 5 de abril de 1972, un Vickers Viscount de Merpati Nusantara Airlines fue objeto de un intento de secuestro. El secuestrador fue asesinado.[7]
- El 18 de junio de 1988, el Vickers Viscount PK-MVG resultó dañado cuando sufrió un fallo hidráulico y se salió de la pista en el Aeropuerto Internacional Polonia, Medan.[8]
- 1995 - Un de Havilland Canada DHC-6 Twin Otter de Merpati Nusantara Airlines se estrelló[9]
- El 2 de agosto de 2009 - El Merpati Nusantara Airlines 9760, un Twin Otter, desapareció en la región de Papúa[10]
- El 3 de diciembre de 2009, el Fokker 100 PK-MJD efectuó un aterrizaje de emergencia en el Aeropuerto El Tari, Kupang cuando el tren principal izquierdo no se logró bajar. No hubo que lamentar ningún muerto ni entre los pasajeros ni entre la tripulación.[11]
- El 7 de mayo de 2011, un Xian MA60 se precipita a tierra en la costa de la provincia de Papúa, Indonesia, pereciendo sus 6 tripulantes y 20 pasajeros, por culpa de las malas condiciones climàticas en el momento de moniobras para aterrizaje, cerca del aeropuerto de Caimana.
- El 3 de diciembre de 2011, un CASA C-212 Aviocar sufrió daños significativos en un accidente al aterrizar en el Aeropuerto de Larat-Watidar, Indonesia. Había 3 tripulantes y 19 pasajeros a bordo. Dos pasajeros sufrieron heridas leves.
- El 10 de junio de 2013, un Xian MA60 se estrella en la pista 07 del Aeropuerto El Tari de Kupang debido a un duro aterrizaje que revienta la estructura alar, las hélices y rompe la rueda de morro. Ninguna víctima mortal, varios heridos.